# Amica (компания)
Amica — польская международная компания, мировой производитель бытовой техники со штаб квартирой в городе Вронки. 
Компания производит холодильники, стиральные и посудомоечные машины, пылесосы, микроволновые печи, электроплиты, чайники для кухни под марками Hansa, CDA, Gram.

## История
Amica была основана в 1945 году под названием «Завод отопительного оборудования Predom-Wromet» и «Фабрика кухонных изделий Wromet».
В 1980-е годы экспорт продукции осуществлялся в ГДР. В 1992 году компания была приватизирована и переименована в Amica. В этом же году создан одноименный футбольный клуб Amica. В 1997 году получила листинг на Варшавской фондовой бирже. 
В 2001 году Amica приобрела датского конкурента «Gram Domestic» , а в следующем году немецкую «Premiere Hausgeräteetechnik GmbH».
Основной рынок продаж Amica в Польше, Германии, Великобритании и Скандинавии. Портфель брендов Amica Group также включает зарубежные бренды: Gram, Hansa и CDA. Gram - это датский бренд, существующий с 1901 года, приобретенный компанией Amica в 2001 году и известный в Скандинавии. Hansa - это бренд, который можно найти на рынках Восточной Европы. CDA - британский бренд, приобретенный в 2015 году и признанный в каналах дистрибуции, таких как студии кухонной мебели. В 2017 году Amica купил 60,71% акций Sideme SA Societe Industrielle d'Equipement Moderne, одного из дистрибьюторов бытовой техники во Франции. После покупки 39,29% акций в августе 2015 года Amica уже владеет 100% акций Sideme. Общая цена покупки всех акций французской компании составила 5,4 млн. Евро, которые финансировались из собственных средств.
В 2010 году Samsung Electronics купил два завода «Amica» в польских городах Познань и Вронки по выпуску холодильников и стиральных машин.